# Тонинелли, Данило
Данило Тонинелли (итал. Danilo Toninelli; род. 2 августа 1974, Сорезина) — итальянский политик, министр инфраструктуры и транспорта Италии (2018—2019).

## Биография
Окончил научный лицей в Манербио и юридический факультет университета Брешиа. С 1999 по 2001 — офицер резерва карабинеров в Турине, с 2002 по 2013 год — инспектор технической безопасности в Бергамо и Брешиа, в 2009 году создал кремонское отделение Движения пяти звёзд. Активист движения противников развития сети высокоскоростных поездов No TAV.
В 2013 году избран по многомандатному округу Ломбардия-3 в Палату депутатов, где в октябре того же года инициировал от имени Пяти звёзд проект избирательного закона, прозванного «Democratellum» (он предусматривал установление пропорциональной системы с преференциальным голосованием не за партийные списки целиком, а за отдельных кандидатов в этих списках, запрет на выставление одних и тех же кандидатур в нескольких округах, а также два процентных барьера — в 33 округах, где избирались 60 % парламентариев, барьер устанавливался на уровне 5 %, в оставшихся девяти округах — ниже). Вместе со своей фракцией протестовал против закона «Италикум».
В ходе парламентских выборов 4 марта 2018 года выставил свою кандидатуру в 17-м одномандатном избирательном округе Кремоны, баллотируясь в Сенат, но по итогам голосования получил 22,23 % голосов, оставшись на третьем месте после победительницы — кандидатки правоцентристов Даниелы Сантанке (48,12 %) и кандидатки левоцентристов Валентины Ломбарди (23,18 %). Тем не менее, был избран в Сенат по списку Движения пяти звёзд.
27 марта 2018 года возглавил фракцию Пяти звёзд в Сенате.
1 июня 2018 года получил портфель министра инфраструктуры и транспорта в правительстве Конте, 6 июня Стефано Патуанелли сменил его в должности председателя фракции в Сенате.
14 августа 2018 года около 11.50 в Генуе обрушился путепровод Моранди на автостраде A10. Тонинелли потребовал отставки руководства частной компании Autostrade per l'Italia, отвечавшей за эксплуатацию сооружения, а после отказа удовлетворить его требование до завершения следствия заявил в интервью о возможности национализации.
4 сентября 2019 года Джузеппе Конте сформировал своё второе правительство (новым министром инфраструктуры и транспорта стала Паола Де Микели, Тонинелли не получил никакого назначения), а
5 сентября новый кабинет принёс присягу.

## Семья
Жена — Маруска Лавецци, в их семье двое детей: Солесте и Леонида.